# 堀義雄
堀 義雄（ほり よしお、Yoshio Hori、1903年 - 没年不明）は、ハワイ・ホノルル出身の日系アメリカ人実業家。
ハワイでパン・菓子製造業を営んだ。

## 来歴
生誕後、日米紳士協約により故郷である日本の広島に帰郷。中学校令に基づく日本の中等・高等教育を受けたのち、10代で家族でハワイ島のノースコハラに定住した。
堀は整備士を務めた後、1932年に叔父の経営するホテルの裏手にパン屋を開業した。店で堀は主に地元民や農場の労働者向けにパンやペストリー、ドーナツを販売した。この建物はA.ナンブホテルホリーズベーカリーとして現存しており、アメリカ合衆国国家歴史登録財に指定されている。
妻の美也子との間に8人の子供をもうけた。